# Іненю (стадіон)
«Іненю» (тур. BJK İnönü Stadyumu) — колишній футбольний стадіон у Стамбулі, Туреччина. Був домашньою ареною футбольного клубу «Бешикташ», вміщував 32,086 глядачів.
Сучасну назву стадіон отримав на честь другого президента Турецької Республіки Ісмета Іненю, в період правління якого і був побудований. Стадіон закритий у 2013 році, у 2016 році на його місці споруджено новий стадіон «Водафон Парк»

## Історія
Першу цеглину у фундамент стадіону заклали 19 травня 1939 року, проте будівельні роботи були заморожені через початок Другої світової війни. Тому стадіон відкрили лише 19 травня 1947 року. Перший матч на «Іненю» зіграли команди «Бешикташ» і шведський AIK.
Американський поп-співак Майкл Джексон дав тут концерт 23 вересня 1993 року під час Dangerous World Tour. Він також планував концерт у Стамбулі 4 жовтня 1992 року, але він був скасований через хворобу.
У 2004 році була проведена реконструкція стадіону — розміри поля були розширені до 105×68 м, що відповідають вимогам УЄФА. Була знята бігова доріжка, за допомогою чого місткість стадіону збільшили до 32,086 місць.
Улітку 2013 році стадіон був закритий, а в червні — жовтні того ж року зруйнований для будівництва на його місці нового клубного стадіону — «Водафон Парк». Від старого стадіону залишиться лише частина центральної трибуни, яка є пам'яткою архітектури.

## Розміщення
З трибун цього стадіону можна бачити Босфор, палац Долмабахче, вежу з годинником, мечеть, а також знамениту Дівочу вежу. Це єдиний стадіон у світі, з якого футбольний фанат може побачити два континенти: Європу та Азію, які розділені Босфором.

## Рекорди
- На цьому стадіоні встановлено рекорд за рівнем створеного шуму серед стадіонів Європи — 132 дБ на матчі проти «Ліверпуля»[2].

## Галерея

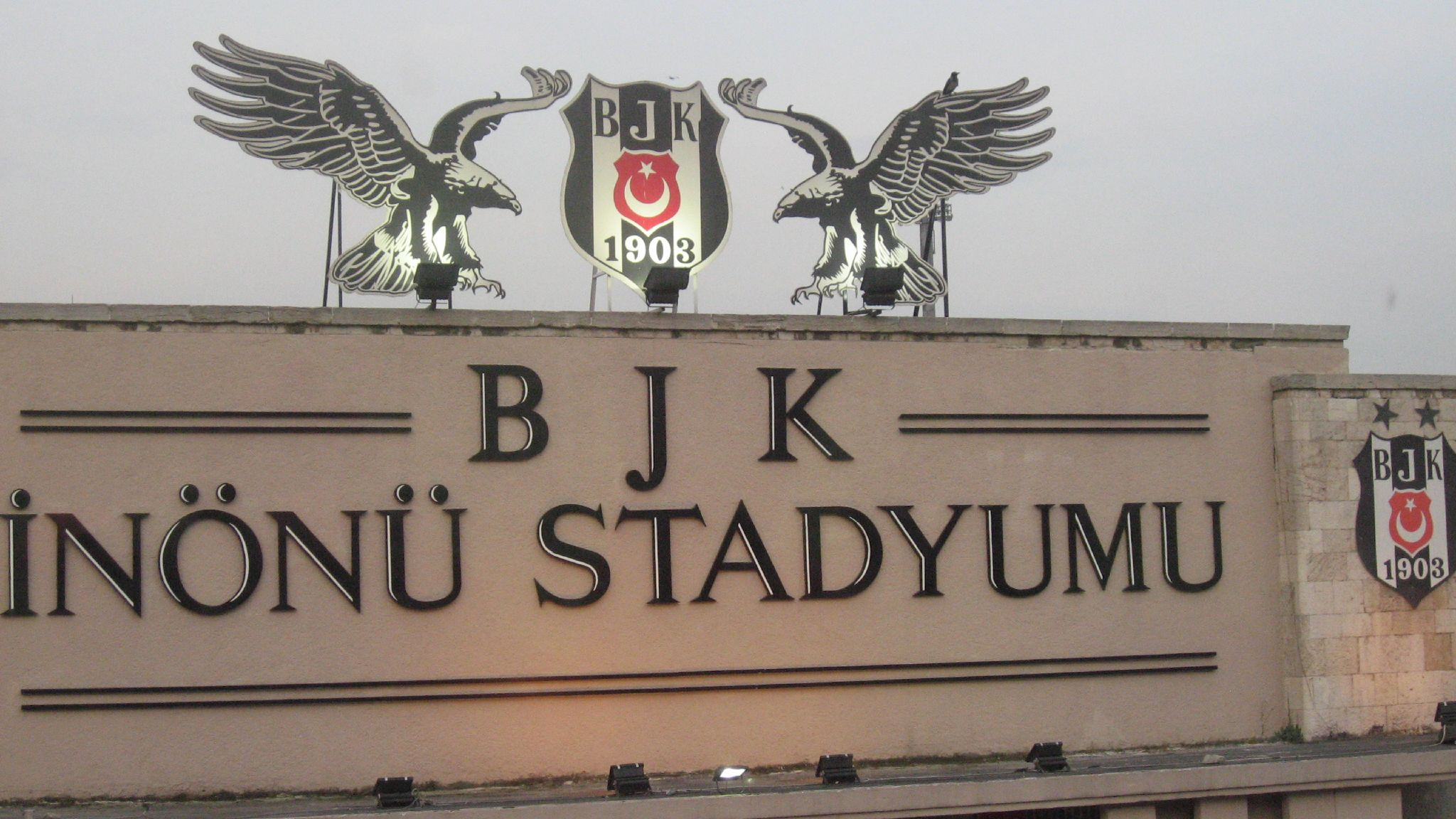
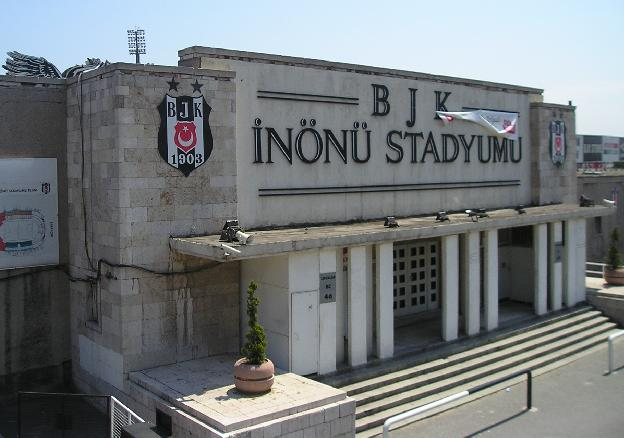
Вхід на стадіон
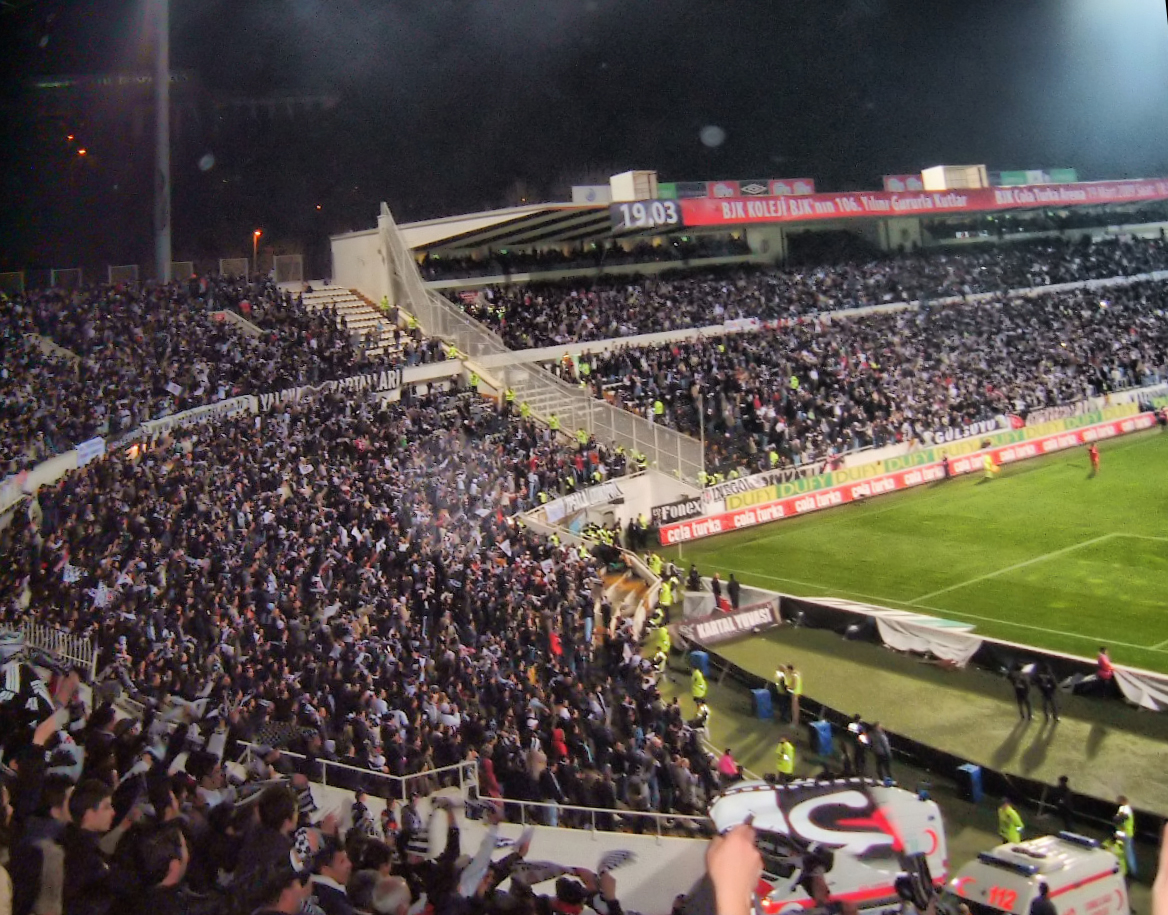
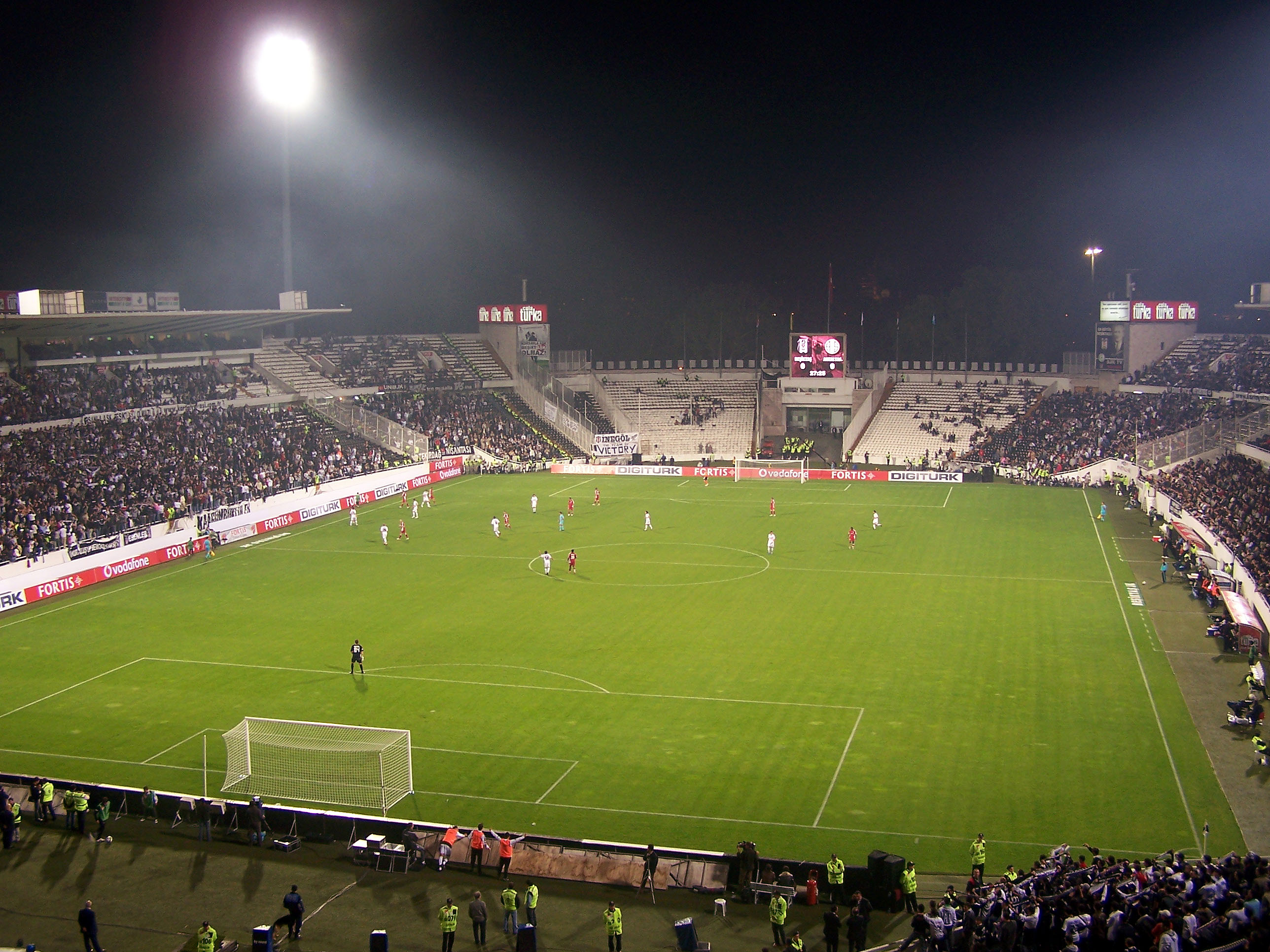